# Neck Deep
I Neck Deep sono un gruppo musicale britannico formatosi a Wrexham nel 2012.
Sono considerati i pionieri del pop punk revival degli anni 2010.

## Storia del gruppo
Il cantante Ben Barlow ha incontrato il chitarrista Lloyd Roberts quando il fratello maggiore di Barlow, Seb, stava registrando per band hardcore di Wrexham Spires nel quale Roberts suonava. A quel tempo, Ben Barlow scriveva per sé canzoni pop-punk per divertimento. Il 19 aprile 2012 il duo ha postato la canzone What Did You Expect? online sotto il nome di Neck Deep. Secondo Roberts, Barlow "ha letteralmente detto: «Cosa ne dici di Neck Deep [come nome della band]?» e quello fu." Il nome viene dalla canzone Boom, Roasted dei Crucial Dudes. What Did You Expect? presto acquistò attenzione online. In questo periodo si aggiungono alla formazione il chitarrista Matt West, anch'esso facente parte degli Spires, e il batterista Dani Washington, che era a conoscenza della scena musicale locale di Wrexham. Il bassista Fil Thorpe-Evans si aggiunge poco dopo aver lasciato la band post-hardcore di Lincoln Climates. Un'altra canzone, I Couldn't Wait to Leave 6 Months Ago è stata postata online l'8 giugno. L'11 giugno è stato annunciato che la band è stata messa sotto contratto dall'etichetta statunitense We Are Triumphant. La band ha registrato molte canzoni con Seb Barlow nella casa di Ben.
La band ha pubblicato un EP, Rain in July, nel settembre 2012, che ha procurato al gruppo più attenzione da parte del pubblico e aumentato le sue richieste alla band di esibirsi dal vivo. La band ha fatto da support per i With the Punches e i Me Vs Hero nel Regno Unito in dicembre dello stesso anno, con il loro debutto ufficiale dal vivo il 3 dicembre, e al loro secondo spettacolo firmano un contratto con un manager. La band ha fatto da supporto per gli Hacktivist nel febbraio 2013, nello stesso periodo in cui viene pubblicato l'EP A History of Bad Decisions, in vendita a prezzo libero. La band e il loro tour manager si spostano quindi in Florida, dove suonano in vari spettacoli; in seguito alla pubblicazione di alcuni video su YouTube la Hopeless Records contatta il manager della band, e i Neck Deep vengono messi sotto contratto dall'etichetta discografica. Il passaggio alla Hopeless è avvenuto nell'agosto 2013.
Il 12 maggio 2015 la band pubblica il singolo Can't Kick Up The Roots seguito da Gold Steps, pubblicato il 20 luglio 2015. Il 14 agosto 2015 viene pubblicato l'album Life's Not out to Get You sotto Hopeless Records. La band parte per un tour subito dopo. Il 10 marzo 2016 pubblicano il singolo Serpents. Dopo poco il chitarrista Lloyd Roberts abbandona la formazione e viene sostituito da Sam Bowden.
Il 18 marzo 2016 esce l'EP Serpents, contenente il remix del brano omonimo e di Can't Kick Up the Roots prodotti da Mark Hoppus.
Il 17 luglio 2016 viene pubblicato il videoclip del brano December, contenuto nell'album Life's Not Out to Get You e il giorno dopo viene pubblicato l'EP omonimo contenente il brano e la versione elettrica in collaborazione con Mark Hoppus.
Il 21 maggio 2017 vengono pubblicati i singoli Where Do We Go When We Go e Happy Judgement Day. Il 12 luglio 2017 pubblicano il singolo Motion Sickness e il 13 agosto 2017 viene pubblicato l'ultimo singolo In Bloom. Il 18 agosto viene quindi pubblicato l'album The Peace and the Panic.
A fine 2018 il bassista Fil Thorpe-Evans abbandona la formazione e viene sostituito da Joshua Halling. Joshua però resta nella band per meno di un anno, venendo sostituito da Seb Barlow, fratello maggiore di Ben, a inizio 2020.
Nel 2022 il batterista Dani washington lascia la band; viene sostituito l'anno successivo da Matt Powles.
Il 19 gennaio 2024 esce il quinto album della band, self-titled.

## Stile musicale e influenze
Il genere dei Neck Deep è principalmente etichettato come pop punk e il gruppo è considerato come il pioniere del cosiddetto pop punk revival, corrente del genere sviluppatasi negli anni 2010. Sono stati descritti come una combinazione di Blink-182, New Found Glory, The Wonder Years, Green Day e Descendents.
Soprattutto a partire dal terzo album, The Peace and the Panic, la band si è diretta versa un sound che include l'alternative rock e il pop rock.
Il cantante Ben Barlow ha indicato gli A Day to Remember come influenza per la band. Sono stati citati come influenze dalla band anche i Fall Out Boy, i New Found Glory e i Sum 41.

## Formazione

### Formazione attuale
- Ben Barlow – voce (2012-presente)
- Sam Bowden – chitarra solista (2015-presente)
- Matt West – chitarra ritmica (2012-presente)
- Seb Barlow – basso (2020-presente)
- Matt Powles – batteria (2023-presente; turnista 2022-2023)

### Ex componenti
- Lloyd Roberts – chitarra solista, cori (2012-2015)
- Fil Thorpe-Evans – basso, cori (2012-2018)
- Joshua Halling – basso (2019)
- Dani Washington – batteria (2012-2022)

### Turnisti
- Hannah Greenwood – cori (2019)
- Saxl Rose – sassofono (2018-presente)

## Discografia

### Album in studio
- 2014 – Wishful Thinking
- 2015 – Life's Not out to Get You
- 2017 – The Peace and the Panic
- 2020 – All Distortions Are Intentional
- 2024 – Neck Deep

### Raccolte
- 2013 – Rain in July/A History of Bad Decisions

## Premi e riconoscimenti
AIM Awards
| Anno | Candidatura             | Premio                         | Risultato   |
| ---- | ----------------------- | ------------------------------ | ----------- |
| 2015 | Can't Kick Up the Roots | Singolo indipendente dell'anno | Candidato/a |

Alternative Press Music Awards
| Anno | Candidatura               | Premio                       | Risultato       |
| ---- | ------------------------- | ---------------------------- | --------------- |
| 2015 | Neck Deep                 | Miglior artista emergente    | Candidato/a     |
| 2016 | Life's Not out to Get You | Miglior album                | Candidato/a     |
| 2016 | Neck Deep                 | Miglior artista emergente    | Candidato/a     |
| 2016 | Neck Deep                 | Miglior gruppo musicale live | Vincitore/trice |

Kerrang! Awards
| Anno | Candidatura | Premio                               | Risultato       |
| ---- | ----------- | ------------------------------------ | --------------- |
| 2014 | Neck Deep   | Miglior artista emergente britannico | Vincitore/trice |
| 2018 | In Bloom    | Miglior singolo                      | Vincitore/trice |

Rock Sound Awards
| Anno | Candidatura | Premio                             | Risultato       |
| ---- | ----------- | ---------------------------------- | --------------- |
| 2017 | Neck Deep   | Miglior gruppo musicale britannico | Vincitore/trice |